# Vietnam International Series 2014
Die Bière Larue Vietnam International Series 2014 im Badminton fand vom 1. bis zum 5. Oktober 2014 in Đà Nẵng statt. Das Turnier ist nicht zu verwechseln mit den Vietnam International 2014 (Ciputra Hanoi - Yonex Sunrise Vietnam International Challenge 2014).

## Sieger und Platzierte
| Disziplin    | Gold                         | Silber                          | Bronze                                  |
| ------------ | ---------------------------- | ------------------------------- | --------------------------------------- |
| Herreneinzel | Lim Chi Wing                 | Su Chia-Hung                    | Cheam June Wei                          |
| Herreneinzel | Lim Chi Wing                 | Su Chia-Hung                    | Kuan Beng Hong                          |
| Dameneinzel  | Vũ Thị Trang                 | Supamart Mingchua               | Nguyễn Thùy Linh                        |
| Dameneinzel  | Vũ Thị Trang                 | Supamart Mingchua               | Lydia Cheah Li Ya                       |
| Herrendoppel | Low Juan Shen Ong Yew Sin    | Jagdish Singh Roni Tan          | Dương Bảo Đức Nguyễn Hoàng Nam          |
| Herrendoppel | Low Juan Shen Ong Yew Sin    | Jagdish Singh Roni Tan          | Chua Khek Wei Muhammad Amzzar Zainuddin |
| Damendoppel  | Nguyễn Thị Sen Vũ Thị Trang  | Đặng Kim Ngân Lê Thị Thanh Thuỷ | Ruethaichanok Laisuan Supamart Mingchua |
| Damendoppel  | Nguyễn Thị Sen Vũ Thị Trang  | Đặng Kim Ngân Lê Thị Thanh Thuỷ | Peck Yen Wei Yap Zhen                   |
| Mixed        | Đào Mạnh Thắng Phạm Như Thảo | Tan Chee Tean Shevon Jemie Lai  | Dương Bảo Đức Thái Thị Hồng Gấm         |
| Mixed        | Đào Mạnh Thắng Phạm Như Thảo | Tan Chee Tean Shevon Jemie Lai  | Su Ching-heng Huang Mei-ching           |